# Tartalo
Pour les articles homonymes, voir Anxo.

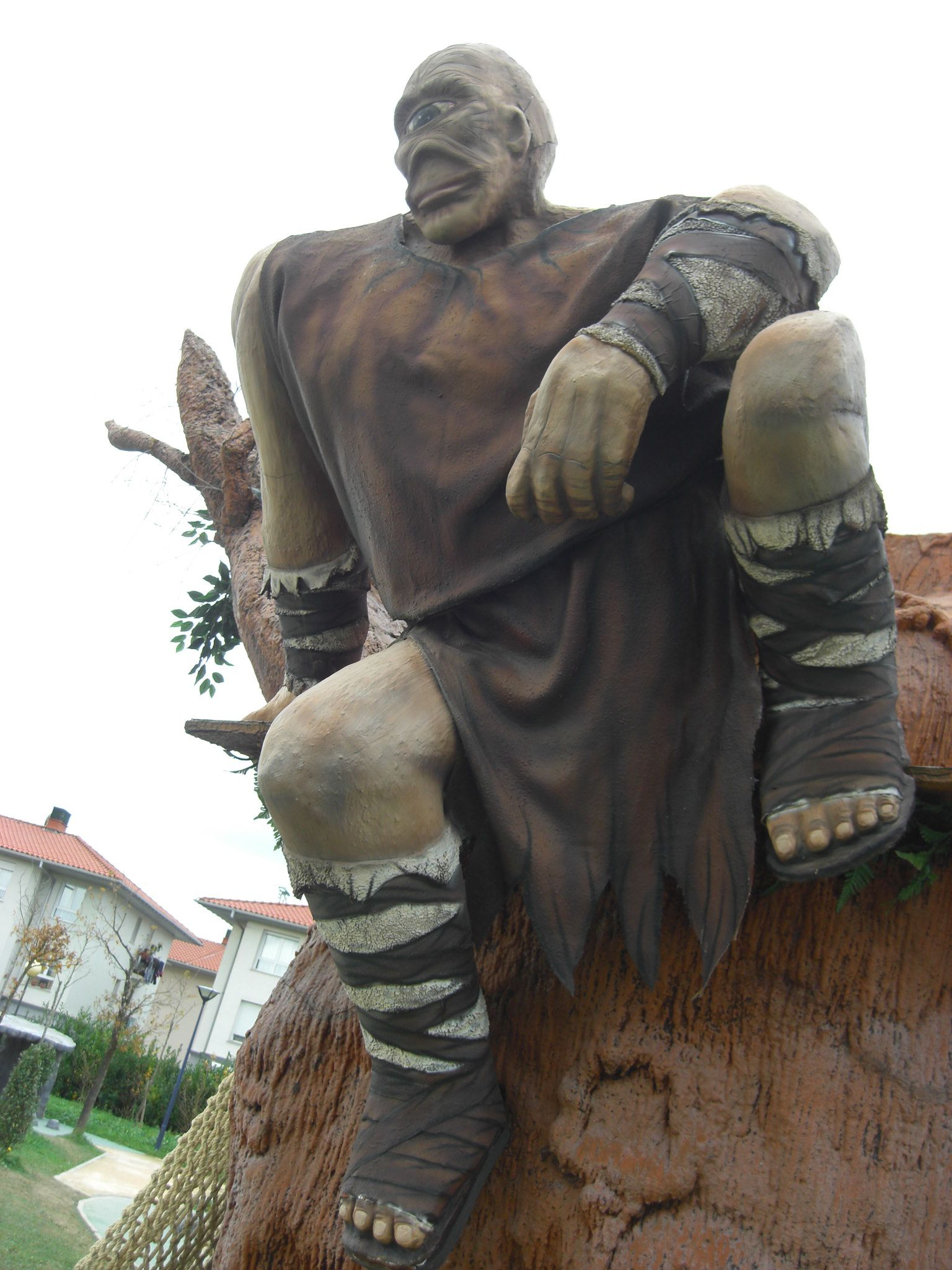
Tartalo, au parc d'attractions Izenaduba basoa à Mungia (Biscaye).

Tartalo est un personnage des plus inquiétants et énigmatiques de la mythologie basque et un cyclope aux mœurs barbares, foncièrement cruel, violent, anthropophage, qui se délecte de la chair des Chrétiens. C'est le nom le plus connu actuellement, mais il s'est appelé, selon les époques et les lieux, Torto, Tartaro, Anxo ou Antxo. On le trouve aussi la forme Tartare (Cerquand).

## Étymologie

### Anxo
Il s'agit d'un diminutif basque familier du prénom Antoine.
Il s’agirait plutôt de l’hypocoristique du prénom Andoni (es).

### Tartaro
L'origine du nom de Tartaro et de ses variantes est inconnue. S'il est resté spécifique à la tradition basque, il n'est pas certain qu'il soit d'origine basque, et il a probablement dépassé les limites géographiques actuelles de cette zone. Un personnage appelé Tartari était attesté au-delà de la Gascogne, rive droite de la Garonne, dans l'Agenais : il s'agit toujours d'un ogre ou d'un personnage maléfique. Un dicton disait « méchant comme Tartari ». Dans certains contes, l'ogre s'appelle Tartari, et sa femme Tartarino. Enfin, ajoute Bladé, certains paysans appelaient Tartari le diable noir qui emporte Polichinelle dans les théâtres de marionnettes.

## Symbolique
Dans les contes populaires du monde entier, c'est le Basajaun qui porte parfois le nom d'Anxo. Le fait de lui attribuer ce nom familier démontre que le seigneur sauvage a perdu sa signification de divinité sylvestre et pastorale, crainte mais respectée, pour se confondre progressivement avec un ogre fruste.

## Caractéristiques
Les caractéristiques et les aventures qu'on lui prête correspondent d'assez près à celles du cyclope Polyphème. Comme lui il vit dans une caverne, il élève des moutons, et il dévore les hommes qu'il peut attraper, jusqu'au jour où un des prisonniers s'échappe en crevant son œil et en se cachant parmi ses moutons. Ses autres aventures sont essentiellement du type de l'ogre dupé.  La tradition basque lui oppose souvent un jeune garçon déluré appelé Mattin Ttipi (le Petit Martin), ou Mattin Txirula (Martin le joueur de flûte), souvent considéré comme « fou » ou « imbécile », mais dont les actes démentent le sens habituel de ces termes, et marquent plus sûrement sa « différence » avec le commun de ses contemporains. Wentworth Webster voit dans certains détails comme la bague parlante qu'il offre à ses victimes, des thématiques celtiques.
Tartaro fait partie du grand nombre de cyclopes que l'on retrouve tout au long de la chaîne pyrénéenne et dans les Alpes (Bécut, Ulhart...).
De nombreux lieux de la montagne basque attestent l'habitation de Tartaro (Tartaloetxeta).
Des versions de contes probablement plus récentes tendent à confondre Tartaro avec d'autres figures mythologiques basques, tels le Basajaun ou seigneur sauvage, ou bien un lamina (les laminak sont des nains aux caractéristiques variées).

## Note
1. ↑  Claude Labat, Libre parcours dans la mythologie basque : avant qu'elle ne soit enfermée dans un parc d'attractions, Bayonne; Donostia, Lauburu ; Elkar, 2012, 345 p. (ISBN 9788415337485 et 8415337485, OCLC 795445010), p. 109
2. ↑  Patxi Xabier Lezama Perier, Mythologie basque, Académie de la langue basque (Euskaltzaindia), 2018,
3. ↑  Jean-François Bladé, Contes de Gascogne, Paris, Maisonneuve, 1886, Tome II, « La Belle Jeanneton », note finale